# Episodi de La casa del guardaboschi (nona stagione)
La nona stagione della serie televisiva La casa del guardaboschi è in onda dal 4 luglio 1999 al 10 ottobre 1999 sul canale ZDF.
| nº | Titolo originale           | Titolo italiano | Prima TV Germania | Prima TV in italiano |
| -- | -------------------------- | --------------- | ----------------- | -------------------- |
| 1  | Lautloser Tod              |                 | 4 luglio 1999     |                      |
| 2  | Streicheleinheiten         |                 | 11 luglio 1999    |                      |
| 3  | Tierische Sorgen           |                 | 18 luglio 1999    |                      |
| 4  | Die Waldkönigin            |                 | 25 luglio 1999    |                      |
| 5  | Krach in Küblach           |                 | 1 agosto 1999     |                      |
| 6  | Der weisse Hirsch          |                 | 8 agosto 1999     |                      |
| 7  | Tizianas Baum              |                 | 29 agosto 1999    |                      |
| 8  | Das Ungeheuer              |                 | 5 settembre 1999  |                      |
| 9  | Liebe auf den ersten Blick |                 | 12 settembre 1999 |                      |
| 10 | Senta                      |                 | 26 settembre 1999 |                      |
| 11 | Schwere Stunden            |                 | 26 settembre 1999 |                      |
| 12 | Der keltische Kalender     |                 | 10 ottobre 1999   |                      |
| 13 | Aller Anfang ist schwer    |                 | 10 ottobre 1999   |                      |